# Зайцев, Сергей Владимирович
Сергей Владимирович Зайцев (9 марта 1969 — 13 декабря 2022) — советский и российский футболист, играл на позиции полузащитника и нападающего.

## Карьера
Воспитанник «Сатурна» Андропов. В командах мастеров дебютировал в 1986 году в хабаровском СКА. В 1988 году вернулся в родной клуб, который стал называться «Вымпел». После распада СССР перешёл в «Шинник», за который в высшей лиге дебютировал 30 августа 1992 года в домашнем матче 1-го тура второго этапа против воронежского «Факела», заменив на 82-й минуте Дмитрия Смирнова. После окончания сезона вернулся в «Вымпел». В 1996 году перешёл в ярославский «Нефтяник», в котором и завершил профессиональную карьеру в 1997 году. В 2000 году играл за рыбинский любительский клуб «СКА-Звезда».